# Charles-Guillaume Étienne
Pour les articles homonymes, voir Étienne.
Charles-Guillaume Étienne, né à Chamouilley le 5 janvier 1777 et mort à Paris le 13 mars 1845, est un auteur dramatique français. Deux fois élu à l'Académie française, il fut également journaliste, censeur, député et pair de France.

## Biographie

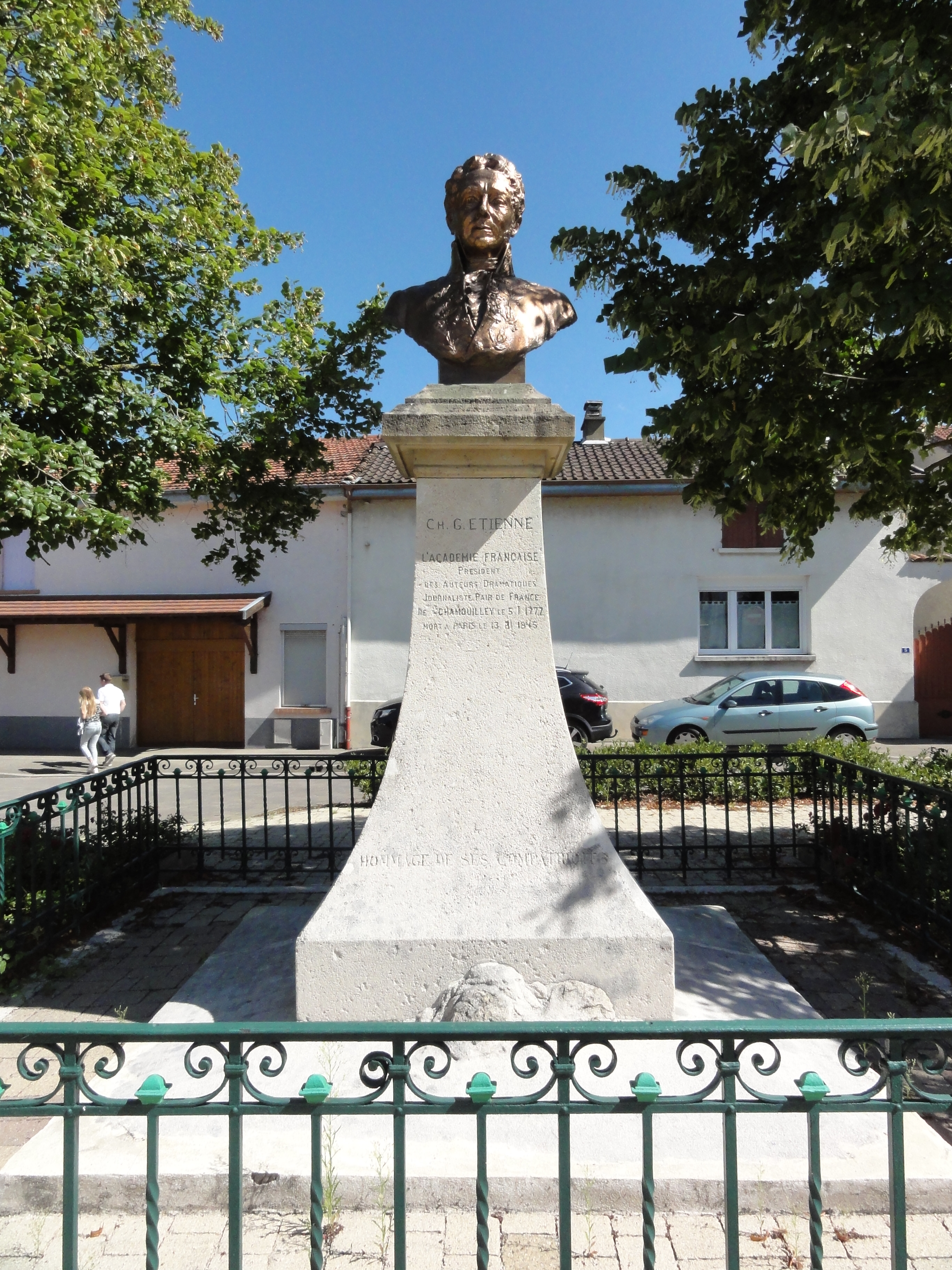
Buste de Ch.G. Étienne dans sa ville natale Chamouilley.

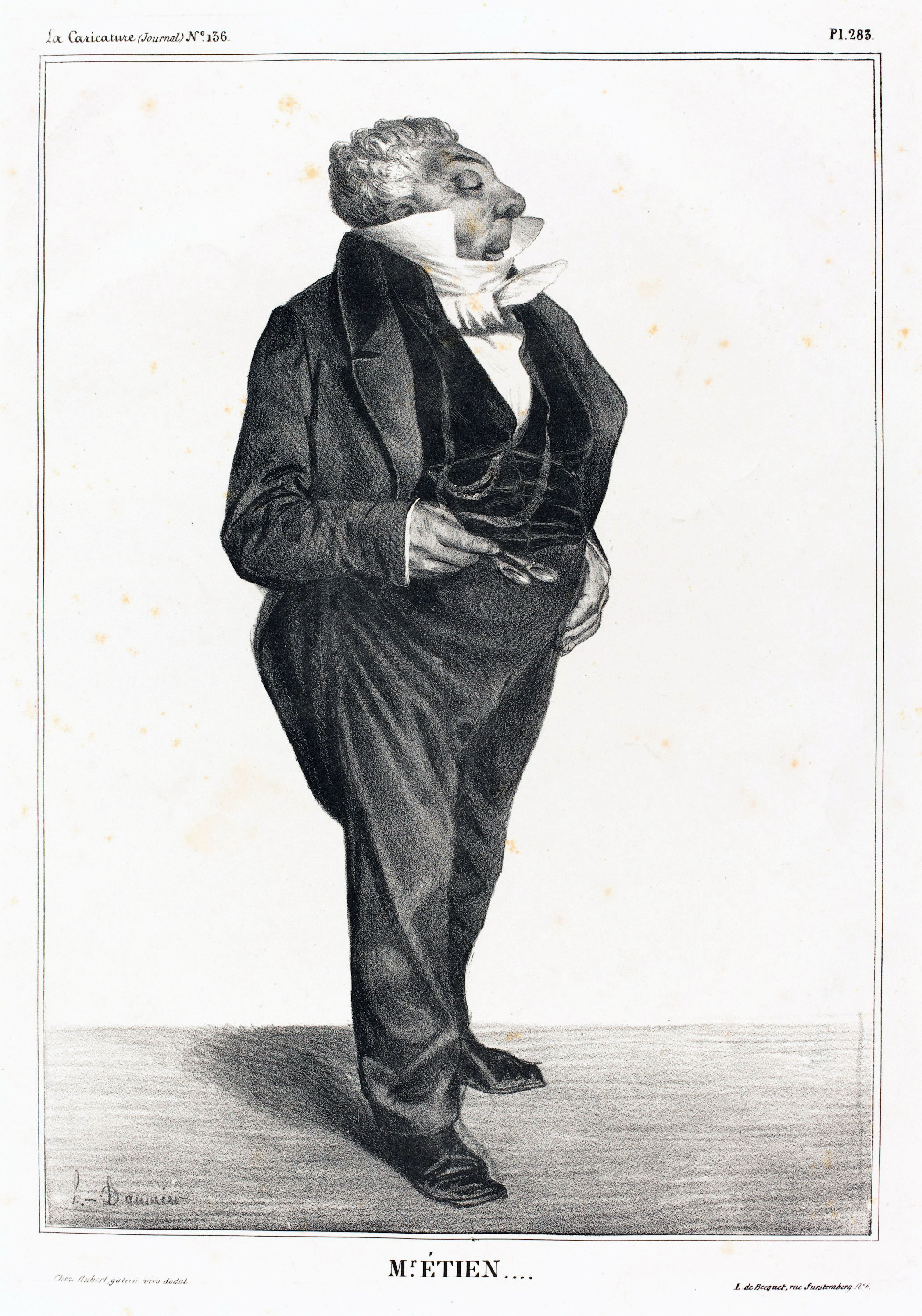
Caricature par Honoré Daumier, 1833.

Il exerce diverses fonctions administratives pendant la Révolution et s'installe en 1796 à Paris où il est occupé à la rédaction de différents journaux. Il abandonne bientôt la presse pour le théâtre où le pousse sa véritable vocation. Il donne son premier opéra, Le Rêve, en 1799, et débute à la Comédie-Française avec une piquante comédie, Brueys et Palaprat, qui connaît le succès. En 1802, il publie une Histoire du Théâtre-Français, puis il devient secrétaire du duc de Bassano et accompagne Napoléon dans les campagnes d'Italie, d'Allemagne, d'Autriche et de Pologne, tout en continuant à écrire pour la scène. Il est nommé (1810) censeur général de la police et des journaux et il est rédacteur en chef du Journal de l'Empire en remplacement de Joseph Fiévée.
Le succès de sa comédie Les Deux Gendres, jouée au Théâtre-Français en 1810, lui vaut d'être élu l'année suivante à l'Académie française. Cette pièce est toutefois vivement controversée et son auteur accusé de plagiat. Dans son discours de réception, prononcé le 7 novembre 1811, il s'attache à démontrer l'union étroite de la comédie et de l'histoire. Il donne ensuite au Théâtre-Français une comédie en 5 actes, L'Intrigante, qui remporte le succès mais doit être interrompue au bout de onze représentations, l'Empereur ayant été choqué par certains vers. La pièce ayant été interdite suscite une immense curiosité, et les exemplaires imprimés s'arrachent à prix d'or. En 1814, la Première Restauration rapporte l'interdiction, mais l'auteur refuse de profiter de cette mesure de bienveillance.
Proscrit en 1816, par le comte de Vaublanc, alors ministre de l'intérieur, il est exclu de l'Académie, à laquelle il sera réélu en 1829. Il est sept fois député de la Meuse (en 1820, 1822, 1827, 1830, 1831, 1834, 1837). Nommé pair de France le 7 novembre 1839, il termina au Luxembourg sa carrière parlementaire.
Puis, s'étant retiré de la politique, il continue à produire des œuvres dramatiques et lyriques, souvent écrites en collaboration, avec notamment Charles Gaugiran-Nanteuil.
Charles-Guillaume Étienne a également été deux fois président de la Société des auteurs et compositeurs dramatiques, de 1829 à 1831 et de 1843 à 1845. Alfred de Vigny rapporte dans son discours de réception à l'Académie que l'actrice Adrienne Lecouvreur lui légua sa bibliothèque. L'expression proverbiale : « On n'est jamais servi si bien que par soi-même. » provient de sa pièce Bruis et Palaprat (1807).
Il est inhumé au cimetière du Père-Lachaise (26e division).

## Œuvres
Théâtre

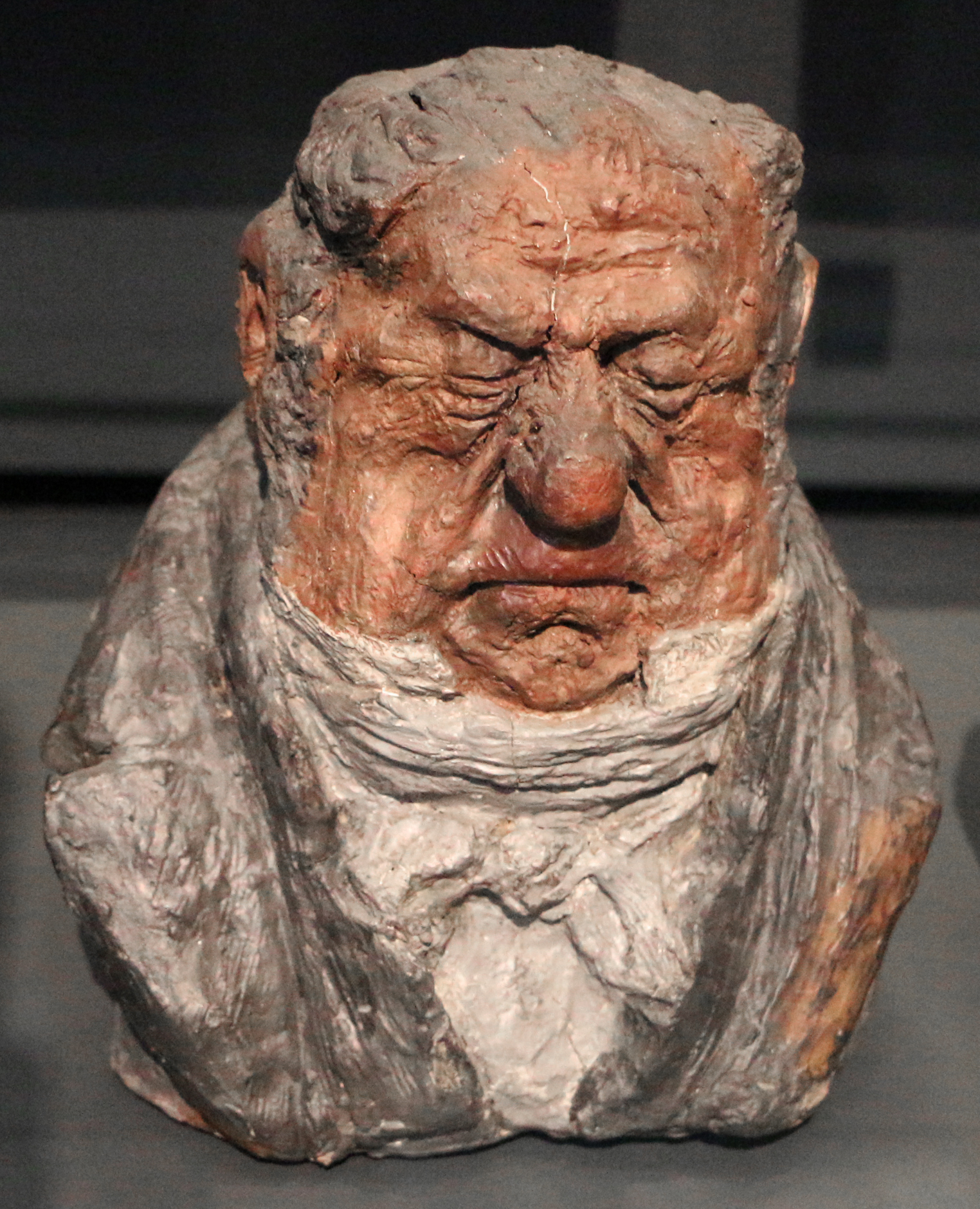
Caricature par Honoré Daumier

- Le Rêve, opéra-comique en 1 acte et en prose, paroles du citoyen Étienne, musique du citoyen Gresnich, Paris, Opéra-Comique, 8 pluviôse an VII (1799)
- Rembrandt ou la Vente après décès, vaudeville anecdotique en 1 acte, par les citoyens Étienne, Morel, Servière et Moras, Paris, théâtre des Troubadours, 26 fructidor an VIII (1800)
- Le Chaudronnier, Homme d'État, comédie en trois actes et en prose, Paris, théâtre de l'Ambigu-Comique, 1er thermidor an VIII (1800)
- La Lettre sans adresse, comédie en 1 acte et en prose, mêlée de vaudevilles… par les citoyens Étienne et Moras, Paris, théâtre des Troubadours, 26 vendémiaire an IX (1800)
- L'Apollon du Belvédere ou l'Oracle, folie-vaudeville impromptue en 1 acte, par les citoyens Étienne, Moras et Gaugiran-Nanteuil, Paris, théâtre des Troubadours, 29, 30 brumaire, 1er, 2 et 3 frimaire an IX (1800)
- Pont-de-Veyle ou le Bonnet de docteur, vaudeville en 1 acte, par les citoyens Gosse et Étienne, Paris, théâtre des Variétés, 6 vendémiaire an X (1801)
- Désirée ou la Paix du village, allégorie en 1 acte, en vaudevilles, par les citoyens Gaugiran-Nanteuil, Moras et Étienne, Paris, théâtre Favart, 5 germinal an IX (1801)
- Le Grand Deuil, opéra-bouffon, parole de C. J.-B. Vial et C.-G. Étienne, musique du citoyen H. Berton, Paris, Opéra-comique, 1er pluviôse an IX (1801)[7].
- Le Pacha de Suresnes ou l'Amitié des femmes, comédie-anecdote en 1 acte et en prose, par les citoyens C.-G. Étienne et Gaugiran-Nanteuil, Paris, théâtre Louvois, 11 prairial an X (1802)
- La Petite École des pères, comédie en 1 acte et en prose, par C.-G. Étienne et Gaugiran-Nanteuil, Paris, théâtre Louvois, 8 nivôse an XI (1803)
- Le Pauvre Riche ou la Séparation de biens, comédie en trois actes et en prose faite en société avec M. Nanteuil, Paris, théâtre Louvois, en vendémiaire an XII (1803)
- Les Maris en bonne fortune, comédie en 3 actes, Paris, théâtre Louvois, 9 germinal an XI (1803)
- La Jeune Femme en colère, comédie en 1 acte et en prose, Paris, théâtre de l'Impératrice, 28 vendémiaire an XIII (1804)
- Isabelle de Portugal ou l'Héritage, comédie historique en 1 acte, en prose, par MM. Étienne et Gaugiran-Nanteuil, Paris, théâtre de l'Impératrice, 27 novembre 1804
- Une heure de mariage, comédie en un acte et en prose mêlée d’ariettes, musique de Nicolas Dalayrac, créée à l'Opéra-Comique (théâtre Feydeau), le 29 ventôse an XII (20 mars 1804)
- Gulistan ou le Hulla de Samarcande, comédie en trois actes et en prose mêlée d’ariettes, avec Poisson de La Chabeaussière tirée des Mille et une Nuits, musique de Nicolas Dalayrac, créée à l'Opéra-Comique (théâtre Feydeau), le 8 vendémiaire an XIV (30 septembre 1805)
- Le Nouveau Réveil d'Épiménide, comédie épisodique en 1 acte, en prose, par MM. Étienne et Gaugiran-Nanteuil, Paris, théâtre de l'Impératrice, 5 février 1806
- Le Carnaval de Beaugency ou Mascarade sur mascarade, comédie en 1 acte, en prose, par MM. Étienne et Gaugiran-Nanteuil, Paris, théâtre de l'Impératrice, 2 février 1807
- Bruis et Palaprat, comédie en 1 acte et en vers, Paris, Théâtre-Français, 28 novembre 1807
- Un jour à Paris ou la Leçon singulière, opéra-comique en 3 actes, mêlé de musique, paroles de M. Étienne, musique de M. Nicolò Isouard, Paris, Opéra-comique, 24 mai 1808
- Cendrillon, opéra-féerie en 3 actes et en prose, paroles de M. Étienne, musique de M. Nicolò Isouard, Paris, Opéra-comique, 22 février 1810
- Les Deux Gendres, comédie en 5 actes et en vers, Paris, Théâtre-Français, 11 août 1810
- Le Chômeur naïf, comédie en 1 acte et en prose, Paris, Théâtre-Français, 12 mai 1812.
- L'Intrigante ou l'École des familles, comédie en 5 actes et en vers, Paris, Théâtre-Français, 6 mars 1813
- L'Oriflamme, opéra en 1 acte, paroles de C.-G. Étienne et Baour-Lormian, musique de Méhul, Paer, Breton et Kreutzer, Paris, Académie impériale de musique, 1er février 1814
- Joconde ou les Coureurs d'aventures, comédie en 3 actes, mêlée de chants, par M. Étienne, musique de Nicolo, Paris, théâtre de l'opéra-comique, 28 février 1814
- Jeannot et Colin, comédie en 3 actes, mêlée de chants, par M. Étienne, musique de Nicolo, Paris, théâtre de l'opéra-comique, 17 octobre 1814
- Racine et Cavois, comédie en 3 actes et en vers, Paris, Théâtre-Français, 26 avril 1815
- Le Rossignol, opéra-comique en 1 acte, paroles de C.-G. Étienne, musique de Lebrun, Paris, Académie royale de musique, 23 avril 1816
- L'Une pour l'autre, opéra-comique en 3 actes, par M. Étienne, musique de M. Nicolo, Paris, Opéra-comique, 11 mai 1816
- Zéloïde ou les Fleurs enchantées, opéra en 2 actes, pParoles de C.-G. Étienne, musique de Lebrun, Paris, Académie royale de musique, 19 janvier 1818
- Les Plaideurs sans procès, comédie en 3 actes et en vers, Paris, Théâtre-Français, 29 octobre 1821
- Aladin ou la Lampe merveilleuse, opéra-féerie en 5 actes, Paris, Académie royale de musique, 6 février 1822 (musique de Nicolo et Benincori)
- Le Bénéficiaire, comédie en 5 actes et en 1 vaudeville, par MM. Théaulon et Étienne, Paris, théâtre des Variétés, 26 avril 1825
- Le Chiffonnier ou le Philosophe nocturne, comédie-vaudeville en 5 actes et en une journée, par MM. Théaulon et Étienne, Paris, théâtre des Variétés, 6 janvier 1826
- Une nuit de Gustave Wasa ou le Batelier suédois, opéra-comique en 2 actes, paroles de J.-M.-C. Leber et C.-G. Étienne, Paris, Opéra-comique, 29 septembre 1827
- Arwed ou les Représailles, épisode de la guerre d'Amérique, drame en 2 actes, mêlé de couplets, de MM. Étienne, Varin et Desvergers, Paris, Vaudeville, 31 mars 1830
- Raphael de Malfilâtre ou, les Juifs et les Pastoureaux, drame en trois actes de Charles-Guillaume Étienne et Cléophas Reimbold Dautrevaux, Paris, Didot, 1837 [lire en ligne]

Divers
- Histoire du Théâtre français depuis le commencement de la Révolution jusqu'à la réunion générale par C. G. Étienne et A. Martainville (2 volumes) (1802)
- Lettres sur Paris ou Correspondance pour servir à l'histoire de l'établissement du gouvernement représentatif en France (2 volumes) (1820)
- Mémoires de Molé, précédés d'une notice sur cet acteur, par M. Étienne. Le Comédien, par M. Remond de Sainte Albine (1825)
- Œuvres (5 volumes) (1846-1853)

### Sources bibliographiques
- « Charles-Guillaume Étienne », dans Adolphe Robert et Gaston Cougny, Dictionnaire des parlementaires français, Edgar Bourloton, 1889-1891 [détail de l’édition]
- Paul Bauer, Deux siècles d'histoire au Père Lachaise, Mémoire et Documents, 2006, 867 p. (ISBN 978-2-914611-48-0), p. 317-318
- Henry Jouin, « La Sculpture dans les cimetières de Paris : Cimetière de l'Est (Le Père-Lachaise) », Nouvelles Archives de l'art français, Paris, vol. 13,‎ 1897, p. 103-238 (lire en ligne)